# Néstor Lorenzo
Néstor Gabriel Lorenzo (* 26. Februar 1966 in Buenos Aires, Argentinien) ist ein ehemaliger argentinischer Fußballspieler. Er war unter anderem für die Argentinos Juniors, den AS Bari und CA San Lorenzo de Almagro aktiv und nahm mit der Nationalmannschaft seines Heimatlandes an der Fußball-Weltmeisterschaft 1990 in Italien teil.

## Karriere

### Vereinskarriere
Néstor Lorenzo, geboren 1966 in der argentinischen Hauptstadt Buenos Aires, begann mit dem Fußballspielen beim dortigen Erstligisten Argentinos Juniors. Ab 1985 spielte er in der ersten Mannschaft der Juniors. Gleich in Lorenzos erstem Jahr als Spieler der Argentinos Juniors gewann die Mannschaft um Jorge Olguín, Sergio Batista und Claudio Borghi die Copa Libertadores durch einen Finalsieg gegen den kolumbianischen Vertreter América de Cali. Néstor Lorenzo gehörte dabei allerdings maximal der Reservebank an. Erst nach dem größten Erfolg in der Vereinsgeschichte der Argentinos Juniors avancierte Lorenzo, der auf der Position eines Abwehrspielers agierte, zur Stammkraft. Von 1985 bis 1989 brachte er es auf 68 Ligaspiele in der Primera División, wobei ihm ein Tor gelang.
1989 verließ Néstor Lorenzo Argentinien und ging in die damals wohl beste Liga der Welt, die italienische Serie A, wo er sich dem Erstligaaufsteiger AS Bari anschloss. In Bari war er beteiligt an einer durchaus erfolgreichen Saison, die man als Liganeuling auf einem respektablen zehnten Tabellenplatz beendete. Im gleichen Jahr gelang mit dem Gewinn des Mitopapokals der bisher einzige internationale Erfolg des AS Bari. Trotz der Erfolge wechselte Néstor Lorenzo im Sommer 1990 erneut den Verein und ging nach England zu Swindon Town. Dort stand der Argentinier die folgenden zwei Jahre unter Vertrag und kam in dieser Zeit auf 27 Ligaspiele mit zwei Toren, er war nicht unbedingt Stammspieler. 1992 ging er dann zurück in seine Heimat und schloss sich dem Hauptstadtverein CA San Lorenzo de Almagro an, wo er in zwei Jahren 63 Ligaspiele mit drei erzielten Toren absolvierte, allerdings keine großen Titel gewinnen konnte. Nach seinem Abschied von San Lorenzo im Sommer 1994 durchlief Néstor Lorenzo in den folgenden drei Jahren mit Engagements bei CA Banfield, Ferro Carril Oeste und den Boca Juniors noch drei weitere Stationen, ehe er seine fußballerische Laufbahn 1997 im Alter von 31 Jahren beendete.

### Nationalmannschaft
Zwischen 1988 und 1990 wurde Néstor Lorenzo in 15 Länderspielen der argentinischen Fußballnationalmannschaft eingesetzt. Ein Torerfolg gelang ihm hierbei ein Mal. Von Nationaltrainer Carlos Bilardo wurde er ins Aufgebot der Südamerikaner für die Fußball-Weltmeisterschaft 1990 in Italien berufen. Bei dem Turnier spielte Lorenzo in etwa der Hälfte der Spiele, er kam auch im Endspiel zum Einsatz, weil im Halbfinale gegen Italien mehrere Stammspieler Argentiniens Sperren für das Endspiel erhielten. Dieses wurde von der argentinischen Mannschaft mit 0:1 gegen Deutschland verloren, man verpasste es damit, den 1986 errungenen Weltmeisterschaftstitel zu verteidigen. Nach dem Weltturnier von Italien 1990 endete auch die Zeit Néstor Lorenzos in der argentinischen Fußballnationalmannschaft.

### Trainerkarriere
Seine Trainerkarriere startete Lorenzo bei Argentiniens U20-Nationalmannschaft, bei der er unter José Pekerman als Co-Trainer arbeitete. Bei CD Leganés war Lorenzo ein Spiel Co-Trainer unter Carlos Aimar. Danach folgte er José Pekerman als Co-Trainer bei seinen weiteren Teamstationen. Das längste Engagement war die kolumbianische Nationalmannschaft, wo Lorenzo in Jahren 82 Partien als Co-Trainer an der Seitenlinie stand. Zur Saison 2021 unterschrieb Lorenzo beim FBC Melgar seinen ersten Vertrag als vollverantwortlicher Trainer. In der Apertura 2022 führte er Melgar zum Halbjahrestitel. Mitte 2022 wurde er Nationaltrainer Kolumbiens und erreichte bei der Copa América 2024 das Finale, das er mit den Cafeteros gegen sein Heimatland mit 0:1 nach Verlängerung verlor.